# Dawlekanowo
Dawlekanowo (ros. Давлеканово) – miasto w Republice Baszkirii, w Rosji, ośrodek administracyjny rejonu dawlekanowskiego. W 2020 roku miasto zamieszkiwało 23 380 osób. Pierwsze wzmianki o miejscowości pochodzą z XVIII w. Prawa miejskie nadano w 1942.